# Bom công dụng chung
Bom công dụng chung là loại bom hàng không dùng để tiêu diệt các mục tiêu thông thường bằng nổ phá, bằng các mảnh văng và xuyên thủng do uy lực từ vụ nổ của bom.

## Đặc điểm
Bom công dụng chung có vỏ kim loại dày nhồi thuốc nổ, thường là TNT, Comp-B hay Tritonal. Lượng thuốc nổ nhồi trong bom thường chiếm khoảng 50% tổng trọng lượng của toàn bộ quả bom. Bom công dụng chung là loại vũ khí thông thường của các loại máy bay ném bom và máy bay tiêm kích do nó tiện dụng và có lợi cho việc ném vào các mục tiêu chiến thuật khác nhau và chi phí sản xuất bom lại không lớn.
Bom công dụng chung thường được nhận biết bởi khối lượng của chúng (ví dụ loại 500 lb, 250 kg hay 1000 lb, 500 kg). Nhiều trường hợp khối lượng này chỉ là danh nghĩa, còn khối lượng thực tế của từng quả bom có thể thay đổi so với khối lượng danh nghĩa, sự thay đổi này phụ thuộc vào loại ngòi loại cánh đuôi... Ví dụ, khối lượng danh nghĩa của bom M117 của Hoa Kỳ là 750 lb (hay 340 kg), trong khi khối lượng thực tế của nó vào khoảng 820 lb (374 kg).
Khi tấn công ở độ cao thấp, có những nguy hiểm cho các máy bay ném bom, chúng có thể bị các mảnh văng từ vụ nổ của bom bắn vào hay sóng nổ làm hư hỏng các vũ khí trên máy bay. Để giải quyết vấn đề này, các bom công dụng chung thường được trang bị các dù giữ chậm hoặc các cánh ổn định làm cho bom rơi chậm hơn và ổn định hơn để máy bay có thời gian thoát khỏi vùng ảnh hưởng của vụ nổ.
Bom công dụng chung có thể lắp được nhiều loại ngòi khác nhau, cả ở đầu và ở đáy.
Bom công dụng chung càng ngày càng có độ chính xác cao hơn, do chúng được trang bị thêm các bộ điều khiển gắn ở trên bom. Một số loại phổ biến: các loại bom dẫn hướng bằng Laser, bom dẫn hướng bằng quang - điện hoặc gần đây nhất là loại dẫn hướng bằng GPS như JDAM của Hoa Kỳ. Một số loại có thể dùng kết hợp các phương pháp dẫn hướng ở trên, điều này càng làm tăng độ chính xác cho bom nhưng giá thành lại không lớn.

## Các loại bom công dụng chung

### Loạt bom Mark 80 (MK 80)của Mỹ
Trong Chiến tranh Triều Tiên và Chiến tranh Việt Nam, Hoa Kỳ đã dùng các loại bom thiết kế cũ như Bom M117 và Bom M118, các loại này có chứa nhiều thuốc nổ hơn (chiếm khoảng 65%) so với các bom công dụng chung hiện nay.
Các mẫu bom loạt Mark 80 được ra đời từ những năm 1946. Nó có tỉ lệ chiều dài: đường kính vào khoảng 8:1. Đây là những mẫu tương đối hiện đại, phát triển hơn so với các bom M117 và bom M118. Các mẫu này vẫn được sử dụng trong thời gian gần đây:
Có các loại chính trong loạt MK80 là:
- Bom MK-81 (Khối lượng danh nghĩa 250 lb / 113 kg)
- Bom MK-82 (Khối lượng danh nghĩa 500 lb / 227 kg)
- Bom MK-83 (Khối lượng danh nghĩa 1.000 lb / 454 kg)
- Bom MK-84 (Khối lượng danh nghĩa 2.000 lb / 908 kg)

### Bom ΦAБ củaLiên Xô/Nga

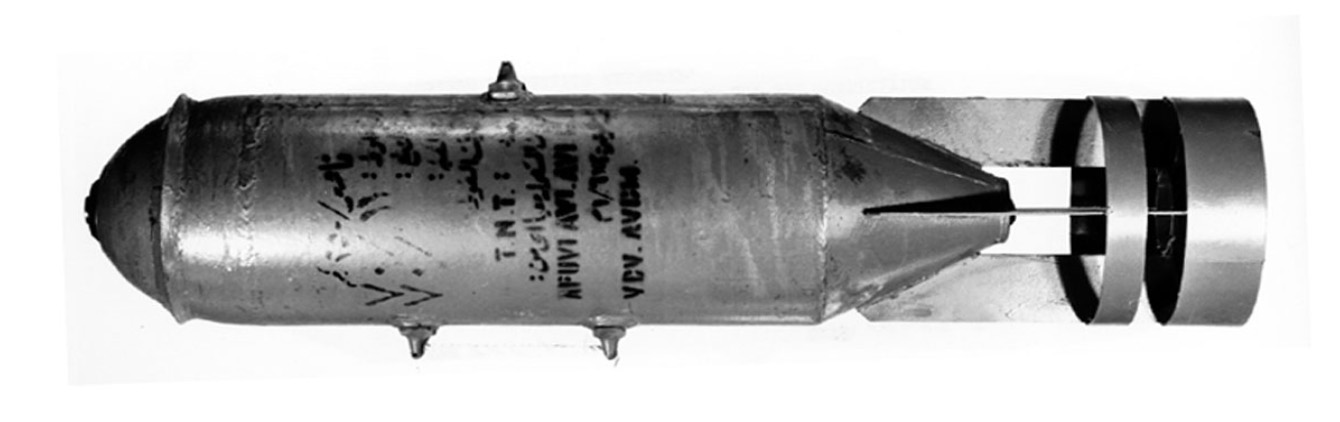
Bom ΦAБ-250.

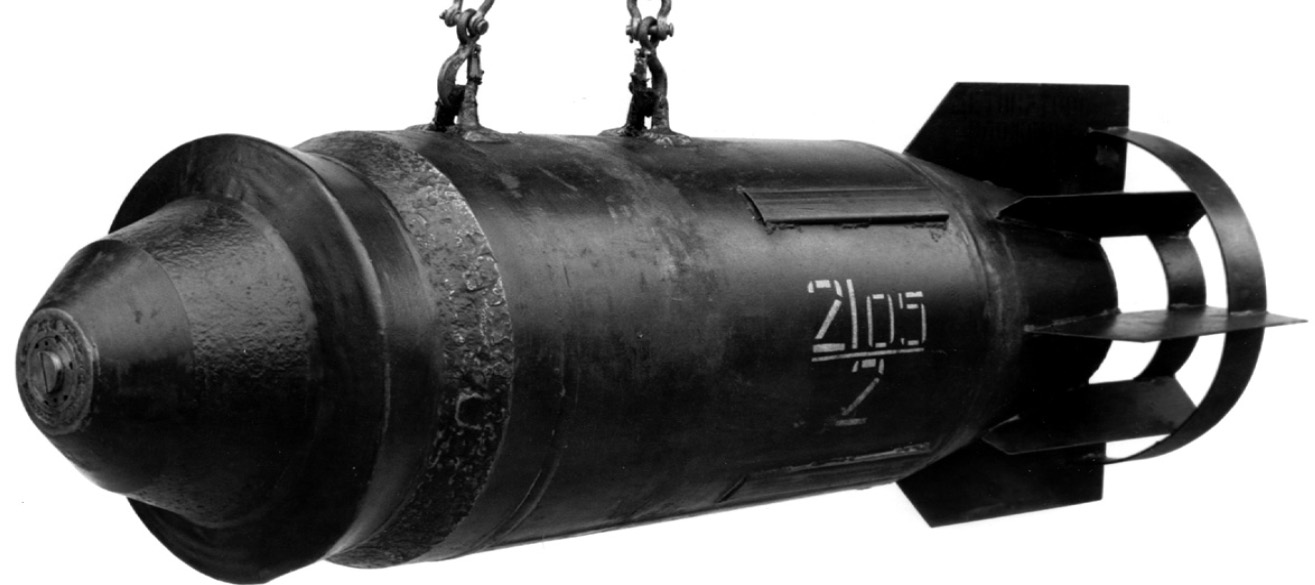
Bom ΦAБ-500.

Bom công dụng chung của Nga ký hiệu ΦAБ và các số sau đó chỉ khối lượng danh nghĩa của bom, đơn vị tính bằng kg. Ví dụ ΦAБ-500 là quả bom công dụng chung có khối lượng 500 kg. Hầu hết các bom của Nga có vỏ bằng sắt, thân không thuôn như bom của Mỹ, thường được tạo thành bởi các mối hàn chồng nên rễ phân biệt với các bom của NATO.
Năm 1946 Liên Xô đã phát triển một loạt các bom công dụng chung gồm: bom 250 kg (550 lb), bom 500 kg (1.100 lb), bom 1.500 kg (3.300 lb) và bom 3.000 kg (6.600 lb), có một ngòi ở đầu và một ngòi ở đáy. Bom có thể được thả từ độ cao 12.000 m (40.000 ft) và ở tốc độ bay 1.000 km/h (625 mph).